# Willard Rockwell
Willard Rockwell (Massachusetts, 1888 - 1978). Foi o empresário que criou a companhia Rockwell International. 
Ele se formou em 1908 pelo Massachusetts Institute of Technology (MIT). Rockwell combinou seu talento natural de mecânico com sua capacidade de gerenciar negócios, para conseguir grande sucesso em seus empreendimentos.  Após uma série de serviços menores, ele conseguiu atenção de um dos proprietários da Torbensen Axle Company e foi nela empregado em 1915, para gerenciar a fábrica situada em Cleveland. 
Em 1919 reorganizou uma pequena companhia que montava eixos para caminhões na qual a renomeou para Wisconsin Parts Company. Aqui ele inventou e patenteou um eixo de dupla redução para caminhões que se tornou um produto de muito sucesso e serviu de base para o império da Rockwell.
Esta invenção permitiu a ele adquirir várias outras companhias e que expandisse muitos os seus negócios, tornando a Rockwell International, em um grande conglomerando econômico. Ele dirigiu esta companhia até a sua morte, em 1978.
Atualmente a companhia Rockwell International não mais existe, ela se subdividiu em vários grupos.  Destaca-se a parte da empresa que desenvolve motores para foguetes espaciais; a Rocketdyne, entre outros negócios, e que atualmente pertence a Pratt & Whitney.